# Stadtgericht Gießen
Das Stadtgericht Gießen war von 1821 bis 1879 ein erstinstanzliches Gericht der ordentlichen Gerichtsbarkeit mit Sitz in Gießen in der Provinz Oberhessen des Großherzogtums Hessen.

## Bezeichnung
Die Gerichte erster Instanz in den Provinzen Oberhessen und Starkenburg des Großherzogtums Hessen trugen von 1821 bis 1879 üblicherweise die Bezeichnung „Landgericht“, die für die Städte Gießen und Darmstadt zuständigen dagegen die Bezeichnung „Stadtgericht“ – ohne dass dies eine Auswirkung auf ihre sachliche oder instanzielle Zuständigkeit hatte.

## Gründung
Ab 1821 trennte das Großherzogtum Hessen auch auf der unteren Ebene die Rechtsprechung von der Verwaltung. 
 Im Bereich von Gießen und seinem Umland wurden die Aufgaben der Verwaltung dem Landratsbezirk Gießen übertragen, die Aufgaben der Rechtsprechung dem Stadtgericht Gießen und dem Landgericht Gießen, die hinsichtlich instanzieller und sachlicher Zuständigkeit gleichgestellt waren, aber unterschiedliche Gerichtsbezirke aufwiesen. Das für das Stadtgericht Gießen zuständige Obergericht war das Hofgericht Gießen. 

## Bezirk
Der Bezirk des Stadtgerichts Gießen umfasste:
| Gemeinde             | Herkunft               | Zugang | Abgang | Anmerkung                   |
| -------------------- | ---------------------- | ------ | ------ | --------------------------- |
| Allendorf/Lahn       | Landgericht Gießen     | 1827   |        |                             |
| Fellingshausen       | Amt Gießen             | 1821   | 1866   | Von Preußen annektiert      |
| Frankenbach          | Amt Königsberg         | 1821   | 1866   | Von Preußen annektiert      |
| Garbenteich          | Vom Landgericht Gießen | 1867   |        |                             |
| Gießen               | Stadt Gießen           | 1821   |        |                             |
| Großenlinden         | Landgericht Gießen     | 1827   |        |                             |
| Hausen               | Vom Landgericht Gießen | 1867   |        |                             |
| Hermannstein         | Landgericht Gießen     | 1853   | 1866   | Von Preußen annektiert      |
| Heuchelheim          | Amt Gießen             | 1821   |        |                             |
| Kirch-Göns           | Landgericht Gießen     | 1827   | 1840   | An das Landgericht Butzbach |
| Kleinlinden          | Landgericht Gießen     | 1827   |        |                             |
| Königsberg           | Amt Königsberg         | 1821   | 1866   | Von Preußen annektiert      |
| Krumbach             | Amt Blankenstein       | 1821   | 1866   | Von Preußen annektiert      |
| Lang-Göns            | Landgericht Gießen     | 1827   |        |                             |
| Leihgestern          | Vom Landgericht Gießen | 1867   |        |                             |
| Naunheim             | Amt Königsberg         | 1821   | 1866   | Von Preußen annektiert      |
| Pohl-Göns            | Landgericht Gießen     | 1827   | 1840   | An das Landgericht Butzbach |
| Rodheim-Bieber       | Amt Gießen             | 1821   | 1866   | Von Preußen annektiert      |
| Waldgirmes           | Amt Königsberg         | 1821   | 1866   | Von Preußen annektiert      |
| Watzenborn-Steinberg | Landgericht Gießen     | 1867   |        |                             |

## Weitere Entwicklung
Zum 1. April 1827 wurden aus dem Bezirk des Landgerichts Gießen eine Reihe von Orten dem Bezirk des Stadtgerichts Gießen zugeschlagen (siehe: Übersicht).
Am 1. Juli 1840 wurden Pohl-Göns und Kirch-Göns aus dem Gerichtsbezirk Gießen ausgegliedert und dem Bezirk des neu eingerichteten Landgerichts Butzbach zugeteilt.
Zum 15. Oktober 1853 ging die Zuständigkeit für den Ort Hermannstein vom Landgericht Gießen an das Stadtgericht Gießen über.
Nach dem verlorenen Krieg von 1866 musste das Großherzogtum Hessen im Friedensvertrag vom 3. September 1866 Gebiete im westlichen Oberhessen an Preußen abtreten. Auch Gemeinden aus dem Bezirk des Stadtgerichts Gießen waren darunter (siehe Übersicht). Um das daraus entstandene Ungleichgewicht im Bezirksumfang auszugleichen, wurden zum 20. Januar 1867 vom Landgericht Gießen einige Gemeinden dem Stadtgericht Gießen unterstellt (siehe: Übersicht).

## Ende
Mit dem Gerichtsverfassungsgesetz von 1877 wurden Organisation und Bezeichnungen der Gerichte reichsweit vereinheitlicht. Zum 1. Oktober 1879 hob das Großherzogtum Hessen deshalb die Landgerichte auf. Funktional ersetzt wurden sie durch Amtsgerichte. So ersetzte nun das Amtsgericht Gießen das Stadtgericht Gießen (ebenso wie das bisherige Landgericht Gießen). „Landgerichte“ nannten sich nun die den Amtsgerichten direkt übergeordneten Obergerichte. Das Amtsgericht Gießen wurde dem Bezirk des Landgerichts Gießen zugeordnet.